# صلاح خشبة
صلاح خشبة عالم رياضي وفيزيائي مصري في جامعة القاهرة تخرج من مدرسة المهندسخانة في القاهرة 1932 ثم تحصل على الماجستر في الرياضيات من جامعة كامبيردج في المملكة المتحدة 1941 والدكتوراه من جامعة لندن في ميكانيكا الكم 1944 وله ابحاث عديدة في بعض المجلات الإنجليزية وبعضها نشر بواسطة الجمعية الفيزيائية اليابانية.
الراحل د.صلاح خشبة، أستاذ بكلية الهندسة، جامعة القاهرة، نجل وزير الخارجية الأسبق «أحمد باشا خشبة».

## مؤلفاته
اشترك في تاليف كتب عن الميكانيكا.
- الميكانيكا المستوية 1964
- الاستاتيكا 1964